# Meloe flavicomus
Meloe flavicomus là một loài bọ cánh cứng trong họ Meloidae. Loài này được Wollaston miêu tả khoa học năm 1854.